# Vila Coandă din Pitești
Vila Coandă este un monument istoric aflat pe teritoriul municipiului Pitești.